# BMW R 850 RT
La R 850 RT est un modèle de motocyclette du constructeur bavarois BMW.

## Description
Le moteur de 848 cm³ est obtenu par diminution de l'alésage de 99 à 87,5 mm.

## Histoire
Produite de 1998 à 2000 en version boîte 5 rapports, elle a bénéficié en 2001 du lifting de la R 1100 devenue R 1150 RT et a reçu à cette occasion une boîte 6 rapports mieux étagée associée à un pont plus court ainsi qu'un freinage intégral couplé au système ABS. Véritable GT, cette moto offre, malgré son moteur de moindre puissance, un agrément de conduite indéniable et une économie à l'usage remarquable.

## Utilisateurs militaires
- Espagne pour l'escorte.